# Quadripotenziale
Il quadripotenziale è il potenziale associato al campo elettromagnetico in relatività ristretta: si tratta di una funzione a valori vettoriali che risulta invariante rispetto a delle particolari trasformazioni, chiamate trasformazioni di Lorentz.
Il quadripotenziale è un vettore a quattro componenti, di cui la prima è il potenziale elettrico e le restanti sono le tre componenti del potenziale vettore magnetico, ed è un campo di gauge, ovvero possiede gradi di libertà ridondanti (da cui segue che differenti campi possono descrivere la stessa situazione fisica). Nel gauge di Lorenz, in particolare, è un quadrivettore, dal momento che nelle trasformazioni di coordinate tra due riferimenti inerziali rispetta le trasformazioni di Lorentz.

## Definizione
Il quadripotenziale elettromagnetico è definito come:
{\displaystyle A^{\alpha }=\left({\frac {\phi }{c}},\mathbf {A} \right)}
in cui {\displaystyle \phi } è il potenziale elettrico ed {\displaystyle \mathbf {A} } il potenziale magnetico.
L'unità di misura di {\displaystyle A^{\alpha }} è volt·secondo/metro nel SI, e Maxwell/centimetro nel sistema di Gauss. Il campo elettrico ed il campo magnetico associati al quadripotenziale sono:
{\displaystyle \mathbf {E} =-\mathbf {\nabla } \phi -{\frac {\partial \mathbf {A} }{\partial t}}}
{\displaystyle \mathbf {B} =\mathbf {\nabla } \times \mathbf {A} }
Al fine di soddisfare le condizioni imposte dalla relatività speciale i campi devono essere scritti in forma tensoriale, in modo che nelle trasformazioni di coordinate tra due riferimenti inerziali rispettino le trasformazioni di Lorentz.
Il tensore elettromagnetico è definito a partire dal quadripotenziale nel seguente modo:
{\displaystyle F^{\mu \nu }=\partial ^{\mu }A^{\nu }-\partial ^{\nu }A^{\mu }}
Si tratta di un tensore antisimmetrico la cui traccia è nulla.

## Gauge di Lorenz
Nel gauge di Lorenz {\displaystyle \partial _{\alpha }A^{\alpha }=0} in un sistema di riferimento inerziale, l'equazione delle onde per i campi è data da:
{\displaystyle \Box A^{\alpha }=\mu _{0}J^{\alpha }\qquad \left(\Box A^{\alpha }={\frac {4\pi }{c}}J^{\alpha }\right)}
dove {\displaystyle J^{\alpha }} sono le componenti della quadricorrente, e: 
{\displaystyle \Box ={\frac {1}{c^{2}}}{\frac {\partial ^{2}}{\partial t^{2}}}-\nabla ^{2}}
è l'operatore di d'Alembert. Esplicitamente:
{\displaystyle \Box \phi ={\frac {\rho }{\varepsilon _{0}}}\qquad \left(\Box \phi =4\pi \rho \right)}
{\displaystyle \Box \mathbf {A} =\mu _{0}\mathbf {j} \qquad \left(\Box \mathbf {A} ={\frac {4\pi }{c}}\mathbf {j} \right)}
Le equazioni di Maxwell espresse in termini dei potenziali scalare e vettore assumono di conseguenza la forma:
{\displaystyle \nabla ^{2}\varphi +{\frac {\partial }{\partial t}}\left(\mathbf {\nabla } \cdot \mathbf {A} \right)=-{\frac {\rho }{\varepsilon _{0}}}}
{\displaystyle \left(\nabla ^{2}\mathbf {A} -{\frac {1}{c^{2}}}{\frac {\partial ^{2}\mathbf {A} }{\partial t^{2}}}\right)-\mathbf {\nabla } \left(\mathbf {\nabla } \cdot \mathbf {A} +{\frac {1}{c^{2}}}{\frac {\partial \varphi }{\partial t}}\right)=-\mu _{0}\mathbf {J} }
Per una data distribuzione di carica  {\displaystyle \rho (\mathbf {x} ,t)} e corrente {\displaystyle \mathbf {j} (\mathbf {x} ,t)} le soluzioni nel SI delle precedenti equazioni sono i potenziali ritardati:
{\displaystyle \phi (\mathbf {x} ,t)={\frac {1}{4\pi \varepsilon _{0}}}\int \mathrm {d} ^{3}x^{\prime }{\frac {\rho (\mathbf {x} ^{\prime },\tau )}{\left|\mathbf {x} -\mathbf {x} ^{\prime }\right|}}}
{\displaystyle \mathbf {A} (\mathbf {x} ,t)={\frac {\mu _{0}}{4\pi }}\int \mathrm {d} ^{3}x^{\prime }{\frac {\mathbf {j} (\mathbf {x} ^{\prime },\tau )}{\left|\mathbf {x} -\mathbf {x} ^{\prime }\right|}}}
dove:
{\displaystyle \tau =t-{\frac {\left|\mathbf {x} -\mathbf {x} '\right|}{c}}}
è il tempo ritardato.